# انسو اسکوبار
آنسو اسکوبار (اسپانیایی: Enzo Escobar‎؛ زادهٔ ۱۰ نوامبر ۱۹۵۱) بازیکن فوتبال اهل شیلی بود.
وی همچنین در تیم ملی فوتبال شیلی بازی کرده‌است.